# Cochinillas
Cochinillas är en ort i Mexiko.   Den ligger i kommunen Ahualulco och delstaten San Luis Potosí, i den centrala delen av landet, 400 km nordväst om huvudstaden Mexico City. Cochinillas ligger 1 831 meter över havet och antalet invånare är 201.
Terrängen runt Cochinillas är kuperad västerut, men österut är den platt. Runt Cochinillas är det ganska tätbefolkat, med 54 invånare per kvadratkilometer. Närmaste större samhälle är Ahualulco, 1,9 km nordväst om Cochinillas. Omgivningarna runt Cochinillas är i huvudsak ett öppet busklandskap.